# Курмандж (этноним)
Курма́ндж ([kurmanj]; сев.-курд. Kurmanc, сорани کورمانج, сев. зазаки Kırmanc, сев. лур. Kirmancekî / Kirmancekîman) — один из исторических этнонимов курдов, ныне распространенный как надплеменное самоназвание среди северных курдов.

## Этимология
Название курмандж было дано персами и курдами кочевым племенам из региона Хиккяри. Исходный этноним был kwrd-man, что означает «похожий на курда». Через небольшой промежуток времени, слово Kwrd-man видоизменилось: добавился тюркский суффикс ji / ci и отпал труднопроизносимый d в середине этнонима.
На современном севернокурдском (kurmanc) и зазаки (kirmanc) данный эндоэтноним означает «курд».
В научной среде во избежание путаницы этим термином принято обозначать только носителей севернокурдского диалекта.

## Распространение
В настоящее время, этноним kurmanc, наравне с kurd, широко распространен среди подавляющего большинства носителей диалекта курманджи, части заза и представителей части племени лак, живущих в Турции. Это также быстро исчезает под влиянием современных и образованных курдов. В XXI веке kurmanc в качестве самоназвания распространен от 21% до 43% курдского населения, что значительно ниже, чем в XVI веке (ок. 57%).
В XVI веке курды, называющих себя курманджами, жили от северных берегов озера Ван до границы с ардаланскими курдами, говорящими на горани. 
Племя Шейхбизинис группы лак, живущие в Турции, также называют свой язык Kirmancekî / Kirmancekîman.

## История
С момента тюркского завоевания курдов, кочевые тюркские племена начали наносить внушительный ущерб экономике оседлых курдов. Поэтому земледельческая и городская курдская культура, должны были перейти к кочевому образу жизни под новой идентичностью. Курдские пастухи, ведущие кочевой образ жизни, в конечном итоге приняли шафиитский суннитский ислам от кочевников-курманджей и начали говорить на курманджи, близком родственнике парфянского языка.
Кочевые племена курмандж, вышедшие из горного региона Хиккяри, предотвратили тюркизацию Курдистана своим заселением на территории, оставленными ранее курдами-земледельцами, которые, будучи представителями старого курдского общества, несмотря на религию и язык, были со временем маргинализированы и физически вытеснены на периферию курдских земель. 
В XIV веке курманджи начали еще интенсивнее проникать на Армянское нагорье из Северной Месопотамии и ущелий гор Загроса, занимаясь захватом высокогорных пастбищ.  
Известные курдские историки Шараф-хан Бидлиси (2-82), Мах Шараф-Ханум Курдистани (3-47) и Хусрав ибн Мухаммад Бани Ардалан (4-100) делят курдов на четыре ответвления (таифе), «чей язык и обычаи различаются»:
- курмандж
- лур
- калхор
- горан

Мах Шараф-Ханум и Хусрав ибн Мухаммад место «кальхор» называют «Бани Ардалан», подразумевая под последним всех ардаланских курдов. Ардаланские курды своих непосредственных соседей — курдов-бабанов называли «курмандж», а себя — курдами. В научной литературе диалект, на котором разговаривают курды-бабаны, принято называть сорани (соранийским) в отличие от курманджи, языка курдов северной части Курдистана (3-194). Курдский язык делится на несколько крупных диалектов, одним из них является диалект курманджи (севернокурдский), на котором также говорят и курды бывшего Советского Союза. Несмотря на то, что диалект сорани является диалектом центральной части Курдистана, бабаны продолжают называть себя «курманджи», и это вызывает особое любопытство учёных — этнографов и лингвистов.
Курды племени мукри также называли себя «курманджи», хотя их разговорный диалект — соранийский и является диалектом центрального Курдистана. 
В курдской истории известны случаи, когда носители одного курдского диалекта переходили на другой. В начале XVIII века в округ Лейлах (или Эйлак) Сенендеджского Курдистана, где прежнее население составляли исключительно гораны, поселились племена горге, шейх-исмаили, байлаванд и джафы — носители диалекта курманджи, который и пришел на смену «горанийскому» (3-195). Такой же внутрикурдский диалектовый ассимиляционный процесс мы наблюдаем в случае, когда в области Биваниж, расположенной посредине Загросских гор недалеко от Зохаба, на смену старинному биванижскому курдскому говору, который ещё в середине пятидесятых годов нашего столетия наблюдал известный курдский филолог из Ирана доктор Мухаммед Мукри, пришел диалект сорани (5-153).
В письменных источниках мы находим и ещё одно значение — кроме диалектового и самоназвания курдов — слова курманджи. Курдский историк-этнограф Мела Махмуд Баязиди под словом «курманджи» понимал только оседлых курдов, в качестве альтернативы для этнонима «курд». (6-80). В противоположность этому замечательный русский учёный Т. Ф. Аристова в слове «курманджи», кроме «отражения самоназвания курдов» и названия одного из курдских диалектов, видела ещё и третье значение — «курдского кочевого населения» (7-12).
Таким образом, мы наблюдаем любопытный факт, когда племена, говорящее на центральнокурдском диалекте (бабаны, мукри и др.), называют себя курманджи, используя в качестве самоназвания слово, обозначающее в лингвистике севернокурдский диалект (27), и подчёркивают при этом свою принадлежность к курдскому этносу.
В некотором смысле, курды, используемые эндоэтноним kurmanc, в значительной степени ассимилировали курдов, называющих себя просто kurd. Всего 50 лет назад подавляющее большинство курдов, идентифицировали себя как курмандж, а язык — как курманджи. Однако уже во второй половине XX века, kurmanc, в качестве этнического обозначения курдов, стал безжалостно подавлен самим коренным населением и их руководством в пользу этнонима kurd. Именно посторонние и более образованные люди, продолжали интенсивно называть их курдами, независимо от их диалекта, религии или образа жизни.